# Ikaria (Demos)

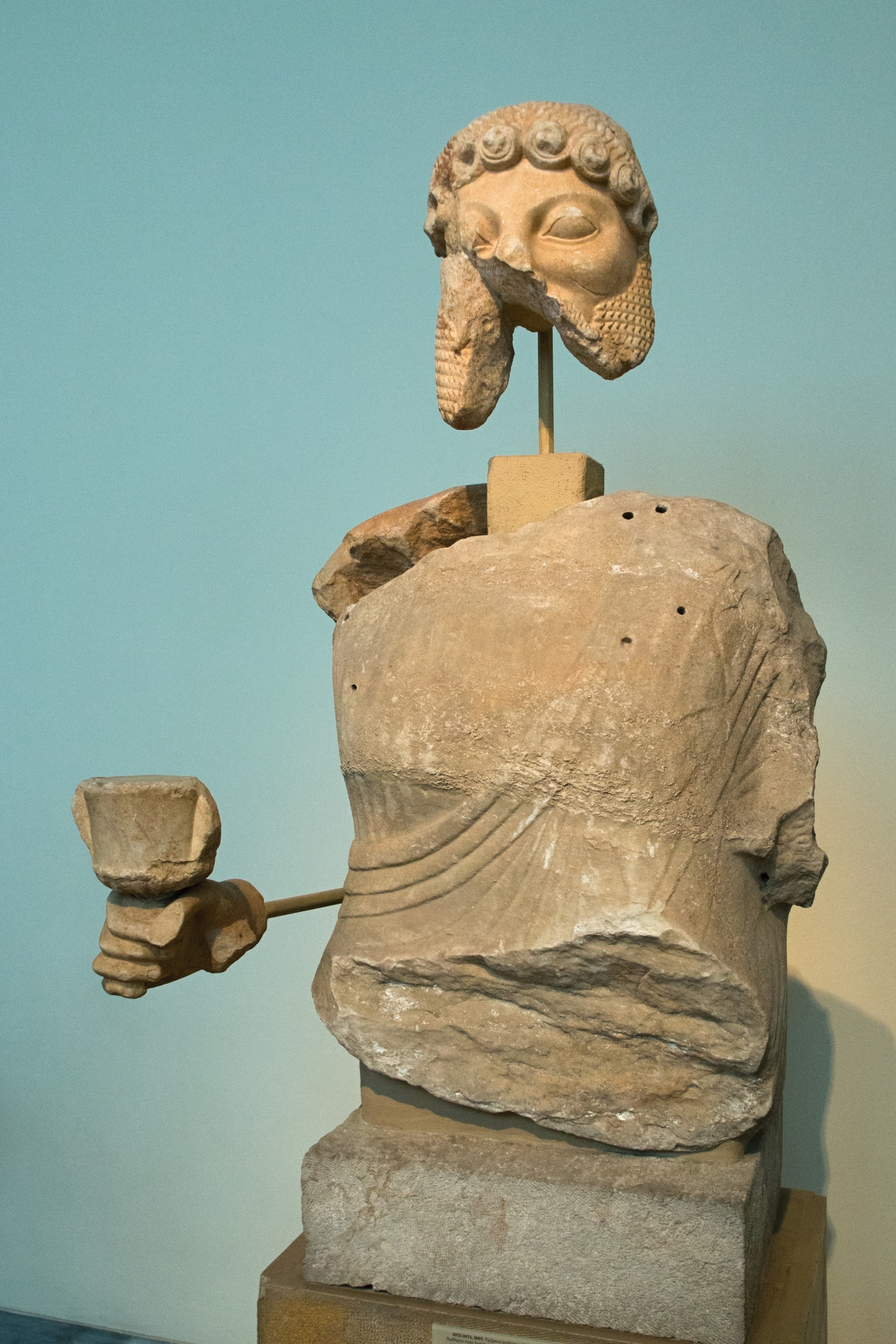
Fragmente einer Dionysos-Statue des 6. Jahrhunderts v. Chr., gefunden im Dionysostempel von Ikaria, heute Archäologisches Nationalmuseum, Athen

Ikaria, auch Ikarion, war ein attischer Demos der griechischen Antike. Heute liegt das Gebiet des Demos, der wegen seines schon seit archaischer Zeit bestehenden Dionysos-Heiligtums bedeutsam war und immer wieder mit der Entstehung des attischen Theaters in Verbindung gebracht wurde, in der griechischen Gemeinde Dionysos.
In der griechischen Mythologie wurde der Name des Demos mit der Sage seines eponymen Heros, Ikarios, erklärt. Ikarios empfing hier von Dionysos die Kunst des Weinbaus. Der Demos gehörte seit den Kleisthenischen Reformen zur Phyle Aigeis. Bei der Neuzuteilung der Phylen 307/306 v. Chr. wurde er der Phyle Antigonis zugeschlagen, nach 201 v. Chr. gehörte er zu den Phylen Ptolemais und Attalis. Der Demos war mit einer buleutischen Quote von fünf etwa mittelgroß. Er war, vielleicht durch Kultbetrieb (siehe unten), wohlhabend.
Die moderne Forschung hat den Ort des Demos mit einem Tal am Nordostabhang des Berges Pentelikon identifiziert. Dort fand Arthur Milchhoefer 1887 in der Nähe des Dorfes Rapendosa ein Dionysos-Heiligtum, das offenbar den zentralen Kultort des Demos darstellte. Das Heiligtum wurde 1888/1889 im Auftrag von Augustus C. Merriam, dem Leiter der damals noch jungen American School of Classical Studies at Athens, von Carl D. Buck ausgegraben. Dabei traten neben einem der frühesten attischen Theater weitere Funde zutage, etwa einige für die Frühgeschichte der Demen bedeutende Inschriften. Das Heiligtum bildete wohl den zentralen Treffpunkt und Kultort des Demos. 1981 wurde die Stätte noch einmal archäologisch gesichtet. In dem Heiligtum fand sich auch eine archaische (530–520 v. Chr.), kolossale Dionysosstatue aus Marmor. Das Steintheater ist wohl ins 4. Jahrhundert v. Chr. zu datieren, auch wenn ähnliche Strukturen wahrscheinlich schon vorher bestanden.
Neben Dionysos wurden in Ikaria auch der eponyme Heros Ikarios und der Apollon Pythios kultisch verehrt. Ein dem Apollon geweihtes, im Vergleich zum Dionysos-Tempel deutlich kleineres Pythion wurde teilweise ausgegraben; eine Inschrift von um das Jahr 525 v. Chr. weist auf den gemeinsamen Kult von Dionysos und Apollon in Ikaria hin.
Ikaria wurde und wird immer wieder mit der eng mit dem Dionysos-Kult verbundenen Entstehung des griechischen Theaters verknüpft. Der Tragödiendichter und Schauspieler Thespis (6. Jahrhundert v. Chr.), der in der Antike als einer der Erfinder der griechischen Tragödie galt, stammte aus Ikaria. Sagenhaft wurde Ikaria später auch mit der Erfindung der griechischen Komödie durch Susarion in der 1. Hälfte des 6. Jahrhunderts v. Chr. in Verbindung gebracht, was zuerst in der Parischen Chronik (264/263 v. Chr.) und später auch bei Clemens von Alexandria (2./3. Jahrhundert n. Chr.) belegt ist. Allerdings gibt es keine sicheren archäologischen Belege für die Aufführung von Komödien in Ikaria. Zwar tritt die Verknüpfung von Ikaria mit dem Ursprung des Theaters literarisch zuerst bei Eratosthenes im 3. Jahrhundert v. Chr. auf; der Anspruch Ikarias auf diese Rolle scheint aber deutlich älter zu sein.
Durch eine Inschrift, die eine detaillierte „Gebrauchsanweisung“ für die Dionysien von Ikaria bietet, sind jedenfalls für um 440 v. Chr. dramatische Agone (Wettbewerbe) bezeugt. Die Inschrift ist auch der früheste Beweis für das Amt der Choregia in einem attischen Demos.